# Кламси (Эна)
Кламси́ (фр. Clamecy) — коммуна во Франции, находится в регионе Пикардия. Департамент коммуны — Эна. Входит в состав кантона Фер-ан-Тарденуа. Округ коммуны — Суасон.
Код INSEE коммуны — 02198.

## Население
Население коммуны на 2010 год составляло 223 человека.
| 1962 | 1968 | 1975 | 1982 | 1990 | 1999 | 2010 |
| ---- | ---- | ---- | ---- | ---- | ---- | ---- |
| 178  | 199  | 198  | 198  | 292  | 272  | 223  |

## Экономика
В 2010 году среди 157 человек трудоспособного возраста (15—64 лет) 105 были экономически активными, 52 — неактивными (показатель активности — 66,9 %, в 1999 году было 71,3 %). Из 105 активных жителей работали 93 человека (50 мужчин и 43 женщины), безработных было 12 (10 мужчин и 2 женщины). Среди 52 неактивных 11 человек были учениками или студентами, 21 — пенсионерами, 20 были неактивными по другим причинам.